# Vasos comunicantes

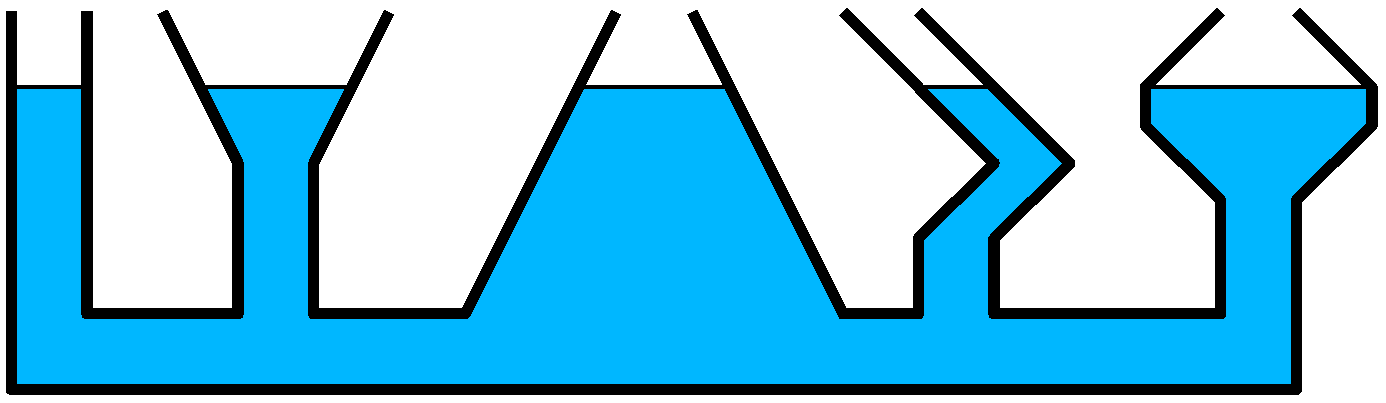
Exemplo de vasos comunicantes

Vasos comunicantes são um conjunto de recipientes contendo um fluido homogêneo e conectados suficientemente abaixo do topo do líquido: quando o líquido se assenta, se equilibra no mesmo nível em todos os recipientes, independentemente da forma e do volume dos recipientes. Se mais líquido for adicionado a um recipiente, o líquido encontrará novamente um novo nível igual em todos os recipientes conectados. Isso foi descoberto por Simon Stevin como consequência da Lei de Stevin. Isso ocorre porque a gravidade e a pressão são constantes em cada vaso (pressão hidrostática).